# Forges Usines et Fonderies Haine-Saint-Pierre
Forges Usines et Fonderies Haine-Saint-Pierre (буквальный перевод: Кузницы, заводы и литейные мастерские Эн-Сен-Пьера, широко использовалось сокращение FUF) — бывшая бельгийская машиностроительная компания. Находилась в посёлке Эн-Сен-Пьер (ныне — в составе города Ла-Лувьер). Выпускала подвижной состав для железных дорог и различное промышленное оборудование.

## История
Компания была основана в 1838 году. Первоначально она выпускала различное промышленное оборудование, прежде всего — оборудование для угольных шахт. В 1848 году началось производство паровозов для бельгийских железных дорог. В 1895 году компания начала проводить активную экспортную политику. Продукция компании (паровозы) поставлялась в различные страны: Италию, Испанию, Россию, Египет, Аргентину, Китай и другие.
После Первой Мировой войны компания построила в Эн-Сен-Пьере второй завод, предназначенный для производства вагонов.
После Второй Мировой войны компания начала испытывать трудности, вызванные иностранной (прежде всего — американской) конкуренцией. В 1959 году несколько бельгийских компаний — производителей подвижного состав были объединены в новую компанию Ateliers belges réunies («объединённые бельгийские мастерские»). Позднее Ateliers belges réunies стали частью Alstom. Завод в Эн-Сен-Пьере был закрыт в 1961 году.

## Наследие
Единственное материальное напоминание о компании FUF, сохранившееся в Эн-Сен-Пьере — заводская труба.
Образцы подвижного состава, выпущенные FUF, сохранились в нескольких музеях и туристических железных дорогах, как в Бельгии, так и за границей.

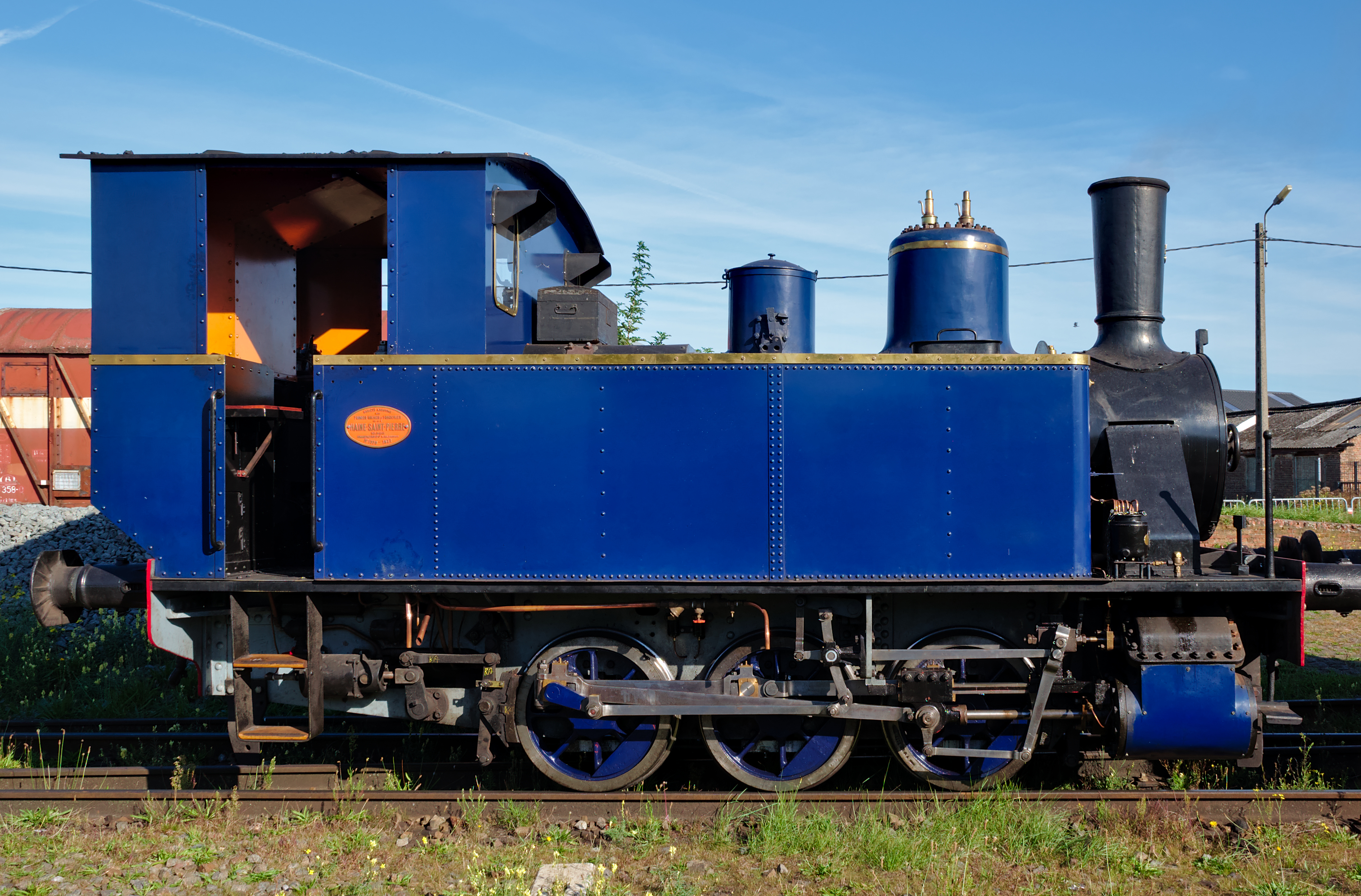
Паровоз №1378 производства FUF, туристическая Паровая железная дорога Дендермонде — Пюрс, Бельгия
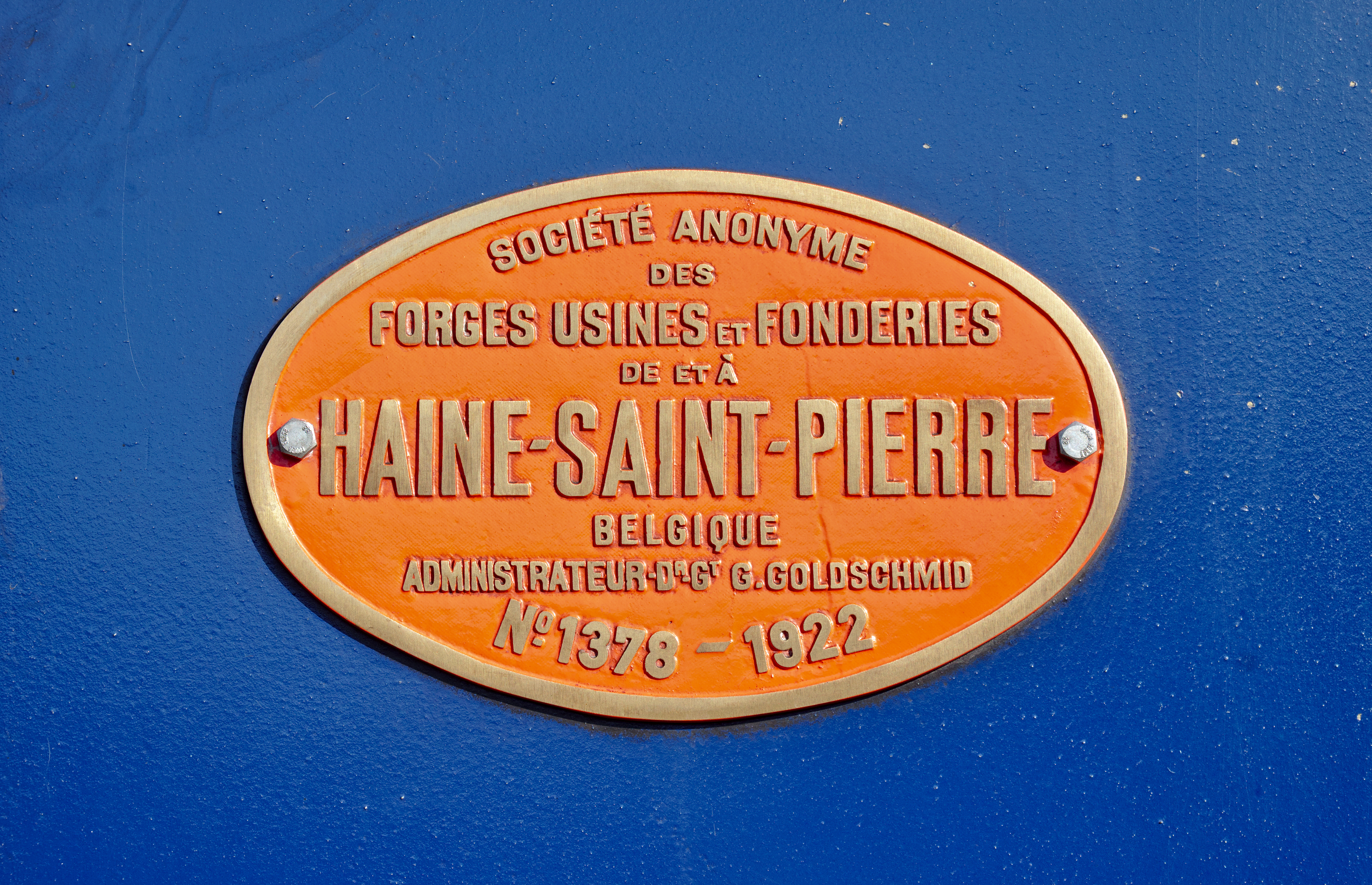
Заводская табличка паровоза №1378
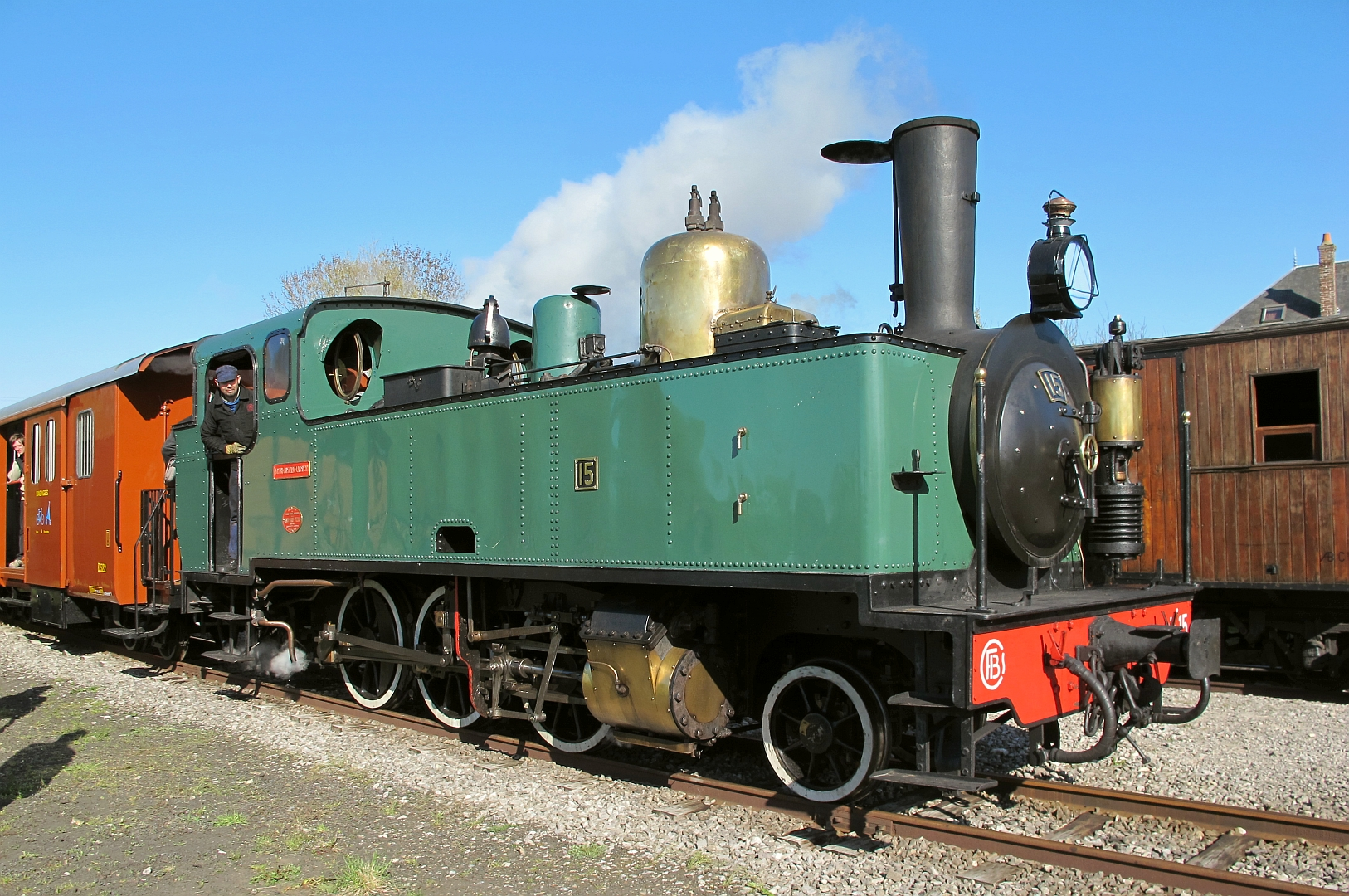
Паровоз 130Т №15 производства FUF, туристическая Железная дорога залива Соммы, Франция